# Norma Major
Norma Christina Elizabeth Major (de soltera, Wagstaff; Shropshire, 12 de febrero de 1942), es una filántropa británica esposa del ex primer ministro británico John Major.

## Primeros años
Es hija de Norman Wagstaff y Edith Johnson, Nació en Shropshire mientras su padre estuvo destinado allí durante la Segunda Guerra Mundial. Norman Wagstaff murió en un accidente de motocicleta unos días después del final de la Segunda Guerra Mundial, cuando Norma tenía solo tres años, y posteriormente su madre volvió a usar su apellido de soltera, por lo que fue conocida como Norma Johnson cuando era niña. 
Fue educada en un internado en Bexhill-on-Sea, Oakfield Preparatory School en Dulwich y Peckham School for Girls, donde era directora. Era una modista experta. También fue miembro de los Jóvenes Conservadores.

## Matrimonio
En una reunión del Partido Conservador durante la campaña para las elecciones del Consejo del Gran Londres de 1970, le presentaron a John Major. La pareja se casó el 3 de octubre de 1970.
Tienen un hijo juntos, James Major, y una hija, Elizabeth Major. Mantuvo un perfil bajo durante el cargo de primer ministro de su esposo (1990-1997), haciendo obras de caridad y escribiendo dos libros, Chequers: The Prime Minister's Country House and its History (1997) y Joan Sutherland: The Authorised Biography(1994).

## Obra de caridad
En junio de 1999, Major fue nombrada Dama Comandante de la Orden del Imperio Británico (MBE) en los Honores de Cumpleaños de 1999, en reconocimiento a su trabajo de caridad. Major es partidaria de Mencap, y se le atribuye haber ayudado a recaudar £6,000,000 millones para la organización benéfica.